# Charles Russell, Baron Russell of Killowen

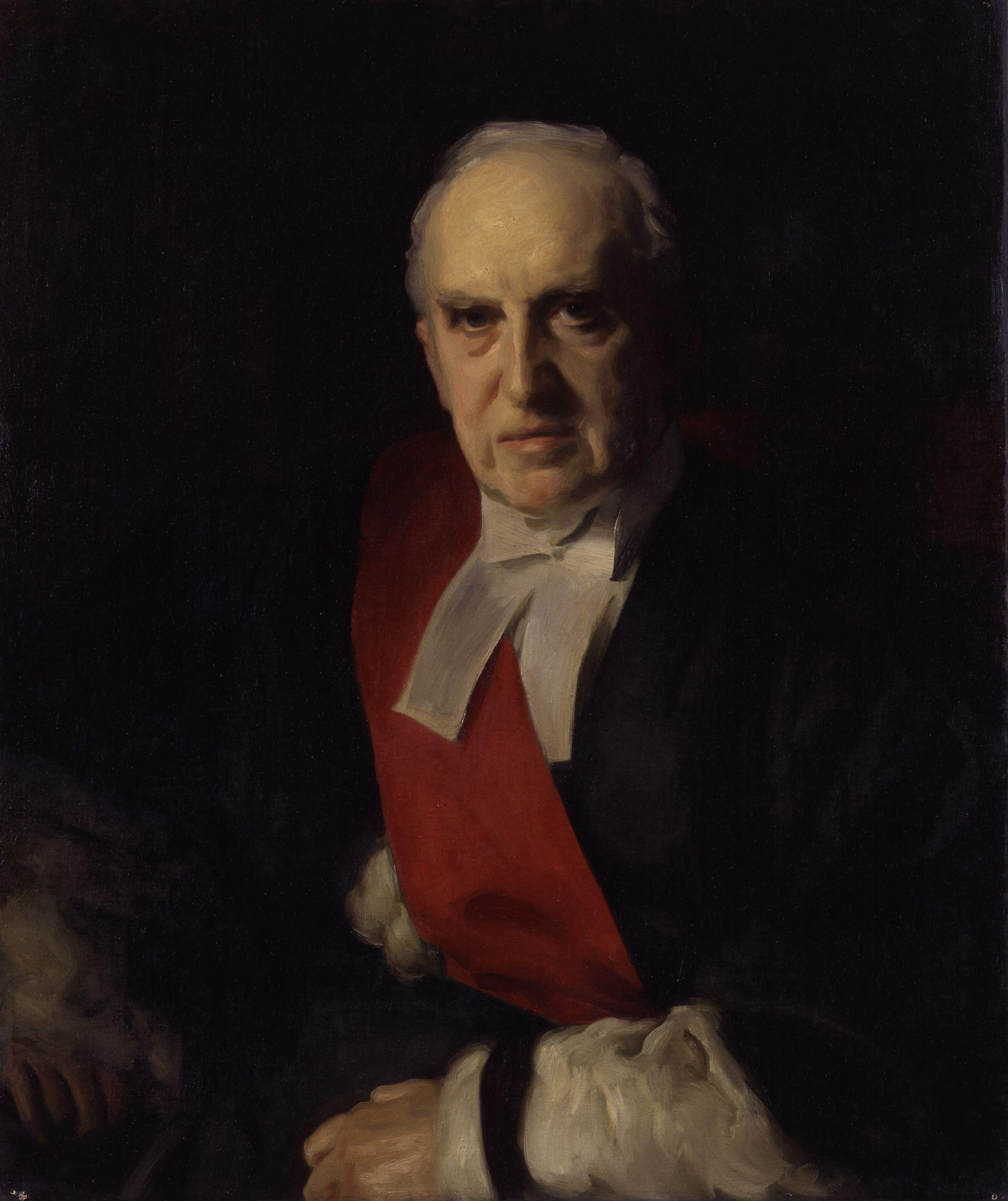
Charles Russell, Baron Russell of Killowen

Charles Arthur Russell, Baron Russell of Killowen, GCMG, QC (* 10. November 1832 in Newry; † 10. August 1900 in London) war ein britischer Staatsmann und Lord Chief Justice of England and Wales.

## Leben
Russell wurde als ältester Sohn von Arthur Russell und Margaret Mullin in Newry im heutigen Nordirland geboren. Charles Russell besuchte das St. Malachy’s College in Belfast, eine Privatschule in Newry und das Castleknock College in Dublin.
Nachdem er zunächst in Dublin als Rechtsanwalt praktiziert hatte, ging er 1856 nach London und wurde in den Lincoln’s Inn, eine der vier Anwaltskammern in England, als Barrister aufgenommen. 1872 wurde er Kronanwalt. 1880 wurde er für die Liberal Party ins House of Commons gewählt. Selbst katholisch, setzte er sich stets für die irschen Katholiken und die Home Rule ein. Er wurde zum Knight Bachelor geschlagen und 1886 von britischen Premierminister William Ewart Gladstone und 1892 erneut zum Generalstaatsanwalt berufen. Im folgenden Jahr vertrat er erfolgreich die britischen Interessen in einem Streit um Fischereirechte im Beringmeer. 1893 wurde er als Knight Grand Cross des Order of St. Michael and St. George ausgezeichnet.
Im Jahre 1894 wurde Russell zunächst zum Lord of Appeal in Ordinary, später dann zum Lord Chief Justice of England berufen. Die erstgenannte Berufung war mit der Ernennung zum Life Peer verbunden – entsprechend wurde er am 7. Mai 1894 zum Baron Russell of Killowen, of Killowen in the County of Down, erhoben und wurde Mitglied des House of Lords. 1899 wurde er in die American Academy of Arts and Sciences gewählt.
Russell hatte mit seiner Frau Ellen zehn Kinder, darunter den späteren Lord of Appeal in Ordinary Frank Russell, Baron Russell of Killowen (1867–1946), dessen Sohn Charles Ritchie Russell, Baron Russell of Killowen (1908–1986) ebenfalls Lord of Appeal in Ordinary war.